# Rebecca Šramková
Rebecca Šramková (født 19. oktober 1996 i Bratislava, Slovakiet) er en professionel tennisspiller fra Slovakiet.